# Philipp Brucker (Schiedsrichter)

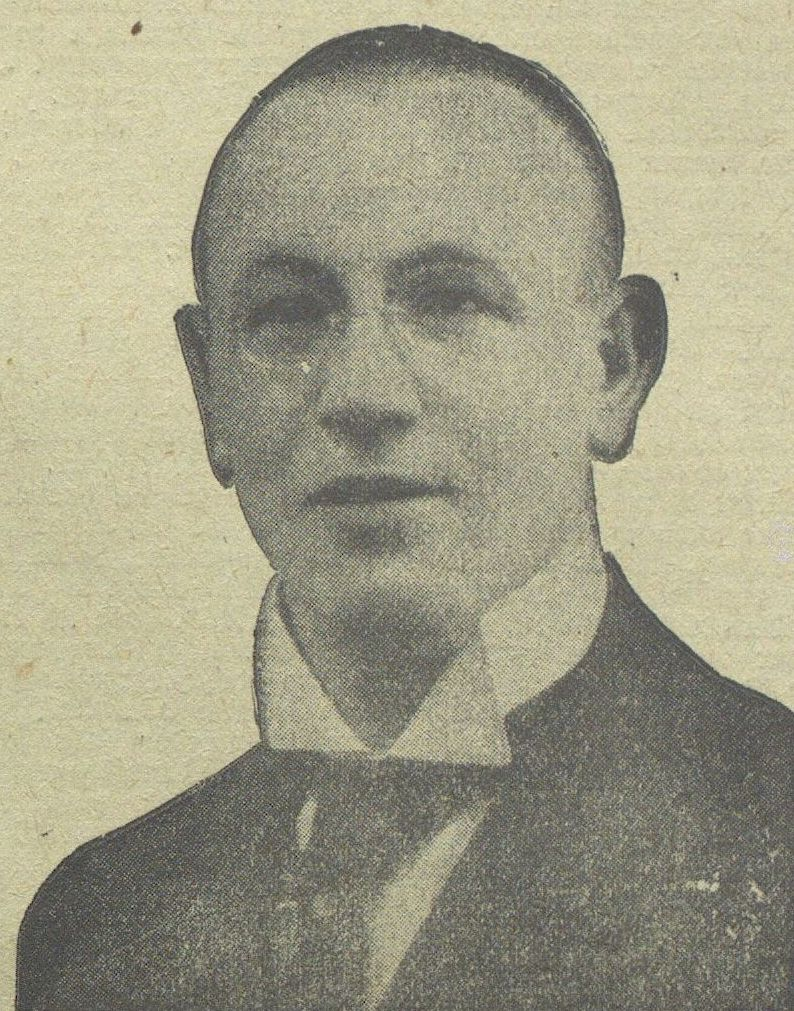
Philipp Brucker, 1925

Philipp Brucker (Lebensdaten unbekannt) war ein deutscher Fußballschiedsrichter. 

## Sportlicher Werdegang
Brucker leitete mindestens in den 1910er und 1920er Jahren Spiele im höherklassigen deutschen Fußball. So leitete der aus Stuttgart stammende Referee vor wie nach dem Ersten Weltkrieg Meisterschaftsspiele im Rahmen der süddeutschen Meisterschaft, mindestens nach der kriegsbedingten Pause kam er zudem in der Endrunde zur deutschen Meisterschaft zum Einsatz. In der Endrunde 1922/23 wurde ihm dabei die Leitung des Endspiels angetragen. Am 10. Juni 1923 pfiff er das Spiel zwischen dem Hamburger SV, der im Vorjahr noch auf den Titel verzichtet hatte, und dem SC Union Oberschöneweide vor zirka 64.000 Zuschauer – damit wurde ein Rekord aufgestellt – im Berliner Deutschen Stadion. Dabei holte der HSV durch einen 3:0-Erfolg erstmals einen nationalen Titel.